# Estefanía Craciún
Estefanía Craciún (* 1. Januar 1987 in Montevideo) ist eine ehemalige uruguayische Tennisspielerin.

## Karriere
Craciún war 2002 uruguayische Tennismeisterin. Sie setzte sich im Finale gegen Fabiana Gómez durch. Auch 2011 gewann sie die nationale Meisterschaft.
Zwischen 2003 und 2008 gewann sie auf ITF-Turnieren neun Einzel- und zehn Doppeltitel. Ihr Trainer war Landsmann Marcelo Filippini, ein ehemaliger Tennisprofi.
Ab 2003 war sie auch Mitglied der uruguayischen Fed-Cup-Mannschaft.
Nach ihrer Heirat mit dem uruguayischen Fußballspieler Walter Alberto López im Jahr 2009 zog sie sich im Alter von gerade mal 22 Jahren vom Profitennis zurück.

## Turniersiege

### Einzel
| Nr. | Datum              | Turnier      | Belag     | Kategorie   | Finalgegnerin        | Ergebnis       |
| --- | ------------------ | ------------ | --------- | ----------- | -------------------- | -------------- |
| 1.  | 5. Oktober 2003    | San Salvador | Sand      | ITF $10.000 | Soledad Esperón      | 7:61, 6:2      |
| 2.  | 3. Oktober 2005    | Córdoba      | Sand      | ITF $10.000 | Jorgelina Cravero    | 6:4, 6:3       |
| 3.  | 26. Juni 2006      | Córdoba      | Sand      | ITF $10.000 | Flavia Mignola       | 6:0, 6:2       |
| 4.  | 3. Juli 2006       | Valencia     | Hartplatz | ITF $10.000 | Maria Irigoyen       | 7:5, 6:1       |
| 5.  | 14. August 2006    | Guayaquil    | Hartplatz | ITF $10.000 | Roxane Vaisemberg    | 6:73, 6:3, 6:1 |
| 6.  | 17. September 2007 | Chihuahua    | Sand      | ITF $10.000 | Hilda Zuleta Cabrera | 6:4, 0:6, 6:4  |
| 7.  | 20. Oktober 2008   | Mexiko-Stadt | Hartplatz | ITF $10.000 | Tarakaa Bertrand     | 6:1, 6:1       |
| 8.  | 27. Oktober 2008   | Mexiko-Stadt | Hartplatz | ITF $10.000 | Karolina Kosińska    | 6:1, 6:1       |
| 9.  | 17. November 2008  | Montevideo   | Sand      | ITF $10.000 | Aranza Salut         | 6:4, 3:6, 6:2  |